# Brăila (župa)
Brăila je župa na jihovýchodě Rumunska, v historickém Valašsku (Muntenii). Má rozlohu 4 766 km² a žije tu 305 000 obyvatel (2011). Jejím hlavním městem je Brăila, situovaná na severovýchodě území.
Brăilská župa je obklopena šesti dalšími: Tulcea na východě, Galați a Vrancea na severu, Buzău na západě, Ialomița a Constanța na jihu. Celé její území je nížinné – nachází se tu i nejnižší pláň v zemi – a patří k nejúrodnějším v Evropě. Z jihu na sever tudy protéká veletok Dunaj (pod Brăilou tvořící hranici s přímořskou župou Tulcea), kromě něj ještě župou teče z jihozápadu na severovýchod řeka Buzău, pravostranný přítok Siretu, který tvoří severní hranici s Galațkou župou (a zároveň i historickou zemskou hranici mezi Valašskem a Moldavskem).
Hlavní město soustřeďuje 2/3 obyvatel župy, je důležitým přístavem a obchodní křižovatkou, je tu také soustředěn zemědělský průmysl. Další důležitou křižovatkou je malé městečko Făurei, kde je velmi významný železniční uzel. Silniční síť je v župě řídká, dálnice tu nejsou, nicméně prochází tudy evropská silnice 2. třídy E584.